# Équipe de Corée du Sud de football à la Coupe du monde 2006
L'équipe de Corée du Sud de football s'est qualifiée pour la coupe du monde de football en Allemagne. Elle a affronté le Togo le 13 juin, la France le 18 juin et la Suisse, le 23 juin.

## Qualifications
|   | Nation          | Pts | J | G | N | P | BP | BC | Diff | Nation          | KSA | KOR | UZB | KUW |
| 1 | Arabie saoudite | 14  | 6 | 4 | 2 | 0 | 10 | 1  | +9   | Arabie saoudite |     | 2–0 | 3–0 | 3–0 |
| 2 | Corée du Sud    | 10  | 6 | 3 | 1 | 2 | 9  | 5  | +4   | Corée du Sud    | 0–1 |     | 2–1 | 2–0 |
| 3 | Ouzbékistan     | 5   | 6 | 1 | 2 | 3 | 7  | 11 | -4   | Ouzbékistan     | 1–1 | 1–1 |     | 3–2 |
| 4 | Koweït          | 4   | 6 | 1 | 1 | 4 | 4  | 13 | -9   | Koweït          | 0–0 | 0–4 | 2–1 |     |

## Maillot
Le maillot de l'équipe de Corée du Sud est fourni par l'équipementier Nike.
| Couleurs | Rouge, bleu et blanc |
| Marque   | Nike                 |
| Domicile | Extérieur            |

## Effectif
Le 11 mai 2006, le sélectionneur néerlandais, Dick Advocaat, a annoncé une liste composée de vingt-trois joueurs pour le Mondial.
| Numéro / Nom | Numéro / Nom              | Club                    | Date de naissance | J.              | Buts            |                 |                 |                 |
| Gardiens de but | Gardiens de but           | Gardiens de but         | Gardiens de but   | Gardiens de but | Gardiens de but | Gardiens de but | Gardiens de but | Gardiens de but |
| --- | ------------------------- | ----------------------- | ----------------- | --------------- | --------------- | --------------- | --------------- | --------------- |
| 1 | Lee Woon-jae              | Samsung Bluewings       | 26.04.1973        | 3               | 0               | 0               | 0               | 0               |
| 20 | Kim Yong-dae              | Seongnam Ilhwa Chunma   | 11.10.1979        | 0               | 0               | 0               | 0               | 0               |
| 21 | Kim Young-kwang           | Chunnam Dragons         | 28.06.1983        | 0               | 0               | 0               | 0               | 0               |
| Défenseurs |                           |                         |                   |                 |                 |                 |                 |                 |
| 2 | Kim Young-chul            | Seongnam Ilhwa Chunma   | 23.04.1977        | 1               | 0               | 0               | 0               | 0               |
| 3 | Kim Dong-jin              | FC Séoul                | 29.01.1982        | 1               | 0               | 0               | 0               | 0               |
| 4 | Choi Jin-cheul            | Chonbuk Hyundai         | 26.03.1971        | 3               | 0               | 1               | 0               | 0               |
| 6 | Kim Jin-kyu               | Júbilo Iwata            | 16.02.1985        | 3               | 0               | 1               | 0               | 0               |
| 12 | Lee Young-pyo             | Tottenham Hotspur       | 23.04.1977        | 3               | 0               | 1               | 0               | 0               |
| 22 | Song Chong-gug            | Samsung Bluewings       | 20.02.1979        | 1               | 0               | 1               | 0               | 0               |
| 23 | Cho Won-hee               | Samsung Bluewings       | 17.04.1973        | 1               | 0               | 0               | 0               | 0               |
| Milieux de terrain |                           |                         |                   |                 |                 |                 |                 |                 |
| 5 | Kim Nam-il                | Samsung Bluewings       | 14.03.1977        | 3               | 0               | 0               | 0               | 0               |
| 7 | Park Ji-sung              | Manchester United       | 25.02.1981        | 3               | 1               | 0               | 0               | 0               |
| 8 | Kim Do-heon               | Seongnam Ilhwa Chunma   | 14.07.1982        | 0               | 0               | 0               | 0               | 0               |
| 13 | Lee Eul-yong              | Trabzonspor             | 23.04.1977        | 2               | 0               | 0               | 0               | 0               |
| 15 | Baek Ji-hoon              | FC Séoul                | 28.02.1985        | 0               | 0               | 0               | 0               | 0               |
| 17 | Lee Ho                    | Ulsan Hyundai Horang-i  | 22.12.1984        | 3               | 0               | 1               | 0               | 0               |
| 18 | Kim Sang-shik             | Seongnam Ilhwa Chunma   | 17.12.1976        | 2               | 0               | 0               | 0               | 0               |
| Attaquants |                           |                         |                   |                 |                 |                 |                 |                 |
| 9 | Ahn Jung-hwan             | MSV Duisbourg           | 27.01.1976        | 3               | 1               | 0               | 0               | 0               |
| 10 | Park Chu-young            | FC Séoul                | 10.07.1985        | 1               | 0               | 1               | 0               | 0               |
| 11 | Seol Ki-hyeon             | Wolverhampton Wanderers | 08.01.1979        | 2               | 0               | 0               | 0               | 0               |
| 14 | Lee Chun-soo              | Ulsan Hyundai Horang-i  | 09.07.1981        | 3               | 1               | 1               | 0               | 0               |
| 16 | Chung Kyung-ho            | Gwangju Sangmu Phoenix  | 22.05.1980        | 0               | 0               | 0               | 0               | 0               |
| 19 | Cho Jae-jin               | Shimizu S-Pulse         | 09.07.1981        | 3               | 0               | 0               | 0               | 0               |
| Sélectionneur |                           |                         |                   |                 |                 |                 |                 |                 |
| | Dick Advocaat ( Pays-Bas) |                         | 27.09.1947        |                 |                 |                 |                 |                 |
| Réserve Joueurs qui n'ont pas participé au stage d'entraînement mais qui pouvaient faire office de remplaçants jusqu'au 12 juin |                           |                         |                   |                 |                 |                 |                 |                 |
| Lee Dong Gook |                           |                         |                   |                 |                 |                 |                 |                 |

## Compétition

### Buteurs
| Classement | Nom           | But(s) |
| 1          | Lee Chun-soo  | 1      |
| -          | Ahn Jung-hwan | 1      |
| -          | Park Ji-sung  | 1      |